# Гора-Валдай
Гора́-Валда́й (фин. Harjavalta) — деревня в составе Лебяженского городского поселения Ломоносовского района Ленинградской области.

## Название
В переводе с финского означает волость, расположенная на возвышенности.

## История
Впервые упоминается в Писцовой книге Водской пятины 1500 года, как деревня Варьевалда над озером Варьевалдом…у моря в Каргальском погосте Копорского уезда.
Затем как деревня Hariawaldha by в Каргальском погосте (восточной половине) в шведских «Писцовых книгах Ижорской земли» 1618—1623 годов.
На карте Ингерманландии А. И. Бергенгейма, составленной по шведским материалам 1676 года, на восточном берегу озера швед. Hariuvala упомянуты деревня швед. Hariuvala и мыза швед. Clurola.
После победы в Северной войне (1700—1721) Пётр I значительную часть Копорского уезда Ингерманландии пожаловал своему ближайшему сподвижнику Александру Даниловичу Меншикову.
Территория мызы Каравалдайской, как она тогда называлась, была разделена на две части, граница прошла посередине Каравалдайского (ныне Горавалдайского) озера. Его западная половина и деревня Горы-Валдай, стоявшая на северном берегу, были пожалованы генерал-майору С. А. Шепелёву, брату обер-гофмаршала императорского дворца, а деревня стала называться Шепелёво. Восточная часть озера и деревни Горы-Валдай (Агвалы), Пулково (Булколова) и Чёрная Лахта, достались А. Г. Разумовскому.
На карте Санкт-Петербургской губернии 1792 года А. М. Вильбрехта она обозначена как Агвола, а как Кароволдай обозначено современное Шепелёво.
В 1822 году имением стал владеть действительный статский советник Д. Н. Добржанский. Он создал на восточном берегу озера небольшую усадьбу — Алютино.
Согласно 8-й ревизии 1833 года мыза Алютино и деревня Горы Валдай принадлежали действительному статскому советнику Д. Н. Доброжанскому.

ГОРЫ ВАЛДАИ — деревня принадлежит наследникам господина Добржанского, число жителей по ревизии: 41 м. п., 61 ж. п. (1838 год)

В 1839 году имение поступило на торги и его купил коллежский асессор А. И. Дребс.
На этнографической карте Санкт-Петербургской губернии П. И. Кёппена 1849 года она обозначена как деревня «Harjawala», расположенная в ареале расселения ижоры. В пояснительном тексте к этнографической карте она записана как деревня Harjavalta (Горы Валдаи, Карьявалдай) и указано количество её жителей на 1848 год: ижоры — 29 м. п., 41 ж. п., эвремейсов — 10 м. п., 10 ж. п., всего 90 человек. Ижоры относились к православному Ковашскому Благовещенскому приходу, эвремейсы — к лютеранскому приходу Каприо.
Согласно 9-й ревизии 1850 года мыза Алютино принадлежала помещику Аристу Ивановичу Дребсу, а деревня Гора Валдай принадлежала ему же и помещику Алексею Семёновичу Левашову.

ВАЛДАЙ ГОРЫ — деревня надворного советника Дребса, по просёлочной дороге, число дворов — 14, число душ — 39 м. п. (1856 год)

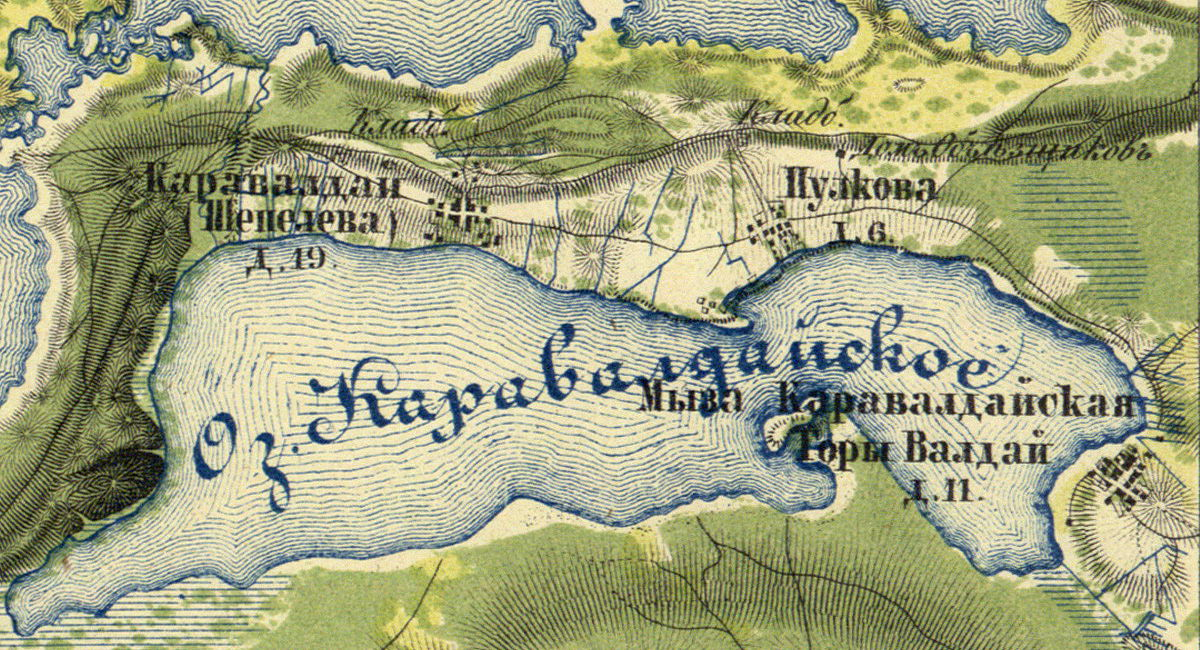
Деревня Гора-Валдай на карте 1860 года

В 1860 году деревня Горы Валдай при мызе Каравалдайской насчитывала 11 дворов.

ГОРЫ-ВАЛДАЙ (КАРАВАЛДАЙ, АГВАЛОВО) — деревня владельческая при озере Каравалдайском, на приморском просёлочном тракте, в 44 верстах от Петергофа, число дворов — 14, число жителей: 39 м. п., 50 ж. п. (1862 год)

В 1870 году временнообязанные крестьяне деревни выкупили свои земельные наделы у Е. П. Дребс и стали собственниками земли.
Согласно материалам по статистике народного хозяйства Петергофского уезда 1887 года мыза Алютино площадью 2097 десятин принадлежала капитану Н. А. Дребсу, она была приобретена до 1868 года, рыбную ловлю хозяин сдавал в аренду.
В конце XIX века Алютино приобрёл купец И. А. Воронин. 
В 1898 году на средства Воронина на Гора-Валдае была заложена церковь Святой Троицы. В 1903 году её строительство было окончено. Проект выполнял петербургский архитектор В. А. Косяков. До того ближайший храм находился в Ковашах — в 9 километров. Троицкая церковь рассчитана на 600 человек, чтобы ею могли воспользоваться сразу все крестьяне из окрестностей. В 1920-е годы на Гора-Валдай пришли военные и священника выгнали. А потом устроили военный городок, оцепив его колючей проволокой. Постепенно храм пришёл в запустение.
В конце XIX века деревня административно относилась к Ковашевской волости 2-го стана Петергофского уезда Санкт-Петербургской губернии, в начале XX века — 3-го стана. Население деревни было смешанным — финско-ижорским.
По данным «Памятной книжки Санкт-Петербургской губернии» за 1905 год мызы Гора Валдай, Минолово и Шишкино, общей площадью 2482 десятины принадлежали генерал-майору Раевскому.
С 1917 по 1922 год деревня Гора Валдай входила в состав Гора-Валдайского сельсовета Ковашевской волости Петергофского уезда.
С 1922 года в составе Шепелёвского сельсовета.
С 1923 года в составе Троцкого уезда.
Согласно данным переписи населения СССР 1926 года в деревне Горы Валдай проживали 188 человек — большинство русские, а также ижоры, поляки, эстонцы и немцы.
С февраля 1927 года в составе Ораниенбаумской волости. С августа 1927 года в составе Ораниенбаумского района.
В 1928 году население деревни составляло 277 человек.
По данным 1933 года деревня входила в состав Шепелёвского сельсовета Ораниенбаумского района.

План деревни Гора-Валдай. 1938 год

Согласно топографической карте 1938 года деревня называлась Горы Валдай и насчитывала 54 двора. В центре деревни находилась церковь, на северной окраине — школа.
С февраля 1963 года в составе Гатчинского района. С августа 1963 года, в составе Лебяженского сельсовета.
С 1965 года в составе Ломоносовского района. В 1965 году население деревни составляло 205 человек.
По данным 1966 года деревня Гора-Валдай входила в состав Лебяжского сельсовета.
По данным 1973 года деревня Гора-Валдай входила в состав Лебяженского поссовета.
По данным 1990 года деревня Гора-Валдай входила в состав Шепелёвского сельсовета Ломоносовского района.
До распада СССР в деревне располагался военный городок, который принадлежал тылу авиации Балтийского флота. Городок имел статус закрытого военного объекта. Он был расположен в 10 км северо-восточнее города Сосновый Бор. Находился на южном берегу Финского залива, у Горавалдайского озера.
В 1997 году в деревне Гора-Валдай Шепелёвского сельсовета проживали 478 человек, в 2002 году — 432 человека (русские — 84 %).
В 2007 году в деревне Гора-Валдай Лебяженского ГП — 437.

## География
Деревня расположена в северо-западной части района на автодороге 41А-007 (Санкт-Петербург — Ручьи).
Расстояние до административного центра поселения — 14 км.
Ближайшая железнодорожная платформа — Карьер 75 км. Расстояние до ближайшей железнодорожной станции Краснофлотск — 4 км.
Деревня находится вблизи побережья Финского залива на восточном берегу Горовалдайского озера. Гора-Валдай входит в 30-километровую зону Ленинградской атомной станции. По периметру к деревне примыкает лесопарковая зона площадью 98,6 га.

## Демография
| 1838 | 1848 | 1862 | 1928 | 1965 | 1997 | 2002 |
| ---- | ---- | ---- | ---- | ---- | ---- | ---- |
| 102  | ↘90  | ↘89  | ↗277 | ↘205 | ↗478 | ↘432 |
| 2007 | 2010 | 2017 |      |      |      |      |
| ↗437 | ↘376 | ↗417 |      |      |      |      |

## Достопримечательности
- Церковь Троицы Живоначальной (1899 год)
- Поместье Алютино
- Горовалдайское озеро
- Батарея «Серая Лошадь»